# Mittelschnecken
Die Einteilung der Lebewesen in Systematiken ist kontinuierlicher Gegenstand der Forschung. So existieren neben- und nacheinander verschiedene systematische Klassifikationen. 
Das hier behandelte Taxon ist durch neue Forschungen obsolet geworden oder ist aus anderen Gründen nicht Teil der in der deutschsprachigen Wikipedia dargestellten Systematik.
Die Mittelschnecken (Mesogastropoda) sind ein obsoletes taxonomisches Konzept der Schnecken (Gastropoda). Die Mesogastropoda stellen innerhalb dieser veralteten Klassifikation eine Ordnung der Klasse Vorderkiemerschnecken (Prosobranchia) dar und bilden eine der größten Artengruppen innerhalb der Schnecken. Dementsprechend groß ist auch ihre Formenvielfalt und die Unterschiedlichkeit der besiedelten Lebensräume. Die Mittelschnecken werden heute von der phylogenetischen Systematik nicht mehr als monophyletisch, also von einem gemeinsamen Vorfahren abstammend, angesehen. 
Die Bezeichnung „Mittelschnecken“ geht auf Johannes Thiele zurück, der dieser Gruppe innerhalb der Vorderkiemerschnecken aufgrund ihrer morphologischen Merkmale einen Platz zwischen Altschnecken und Neuschnecken zuwies. Dieses System war viele Jahrzehnte lang in seinen Grundzügen weitgehend akzeptiert und wurde erst im Jahre 1997 von Ponder und Lindberg auf phylogenetischer Grundlage überarbeitet. Das neue System wird jedoch derzeit noch diskutiert, so dass viele Institutionen bis zur Klärung wichtiger Fragen durch molekulargenetische Methoden auf das etablierte System zurückgreifen.
Viele Arten dieser Ordnung findet man an Stränden und Küsten des Meeres wie etwa die Strandschnecken, aber auch im Süßwasser lebende Schneckenfamilien wie die Sumpfdeckelschnecken, werden zu den Mittelschnecken gezählt. Gemeinsam ist diesen Arten, dass sie eine breite Raspelzunge besitzen, die mehr als drei, meist sogar sieben Zähnchen pro Querreihe aufweist.

## Systematik
- Strandschnecken (Littorinidae)
  - Littorina
    - Große Strandschnecke
    - Kleine Strandschnecke
- Grübchenschnecken (Lacunidae)
  -     - Gebänderte Grübchenschnecke
- Federkiemenschnecken (Valvatidae)
- Sumpfdeckelschnecken (Viviparidae)
- Hydrobiidae
  - Hydrobia
    - Gemeine Wattschnecke
- Assimineidae
- Omalogyridae
- Skeneopsidae
- Rissoellidae
- Rissoidae

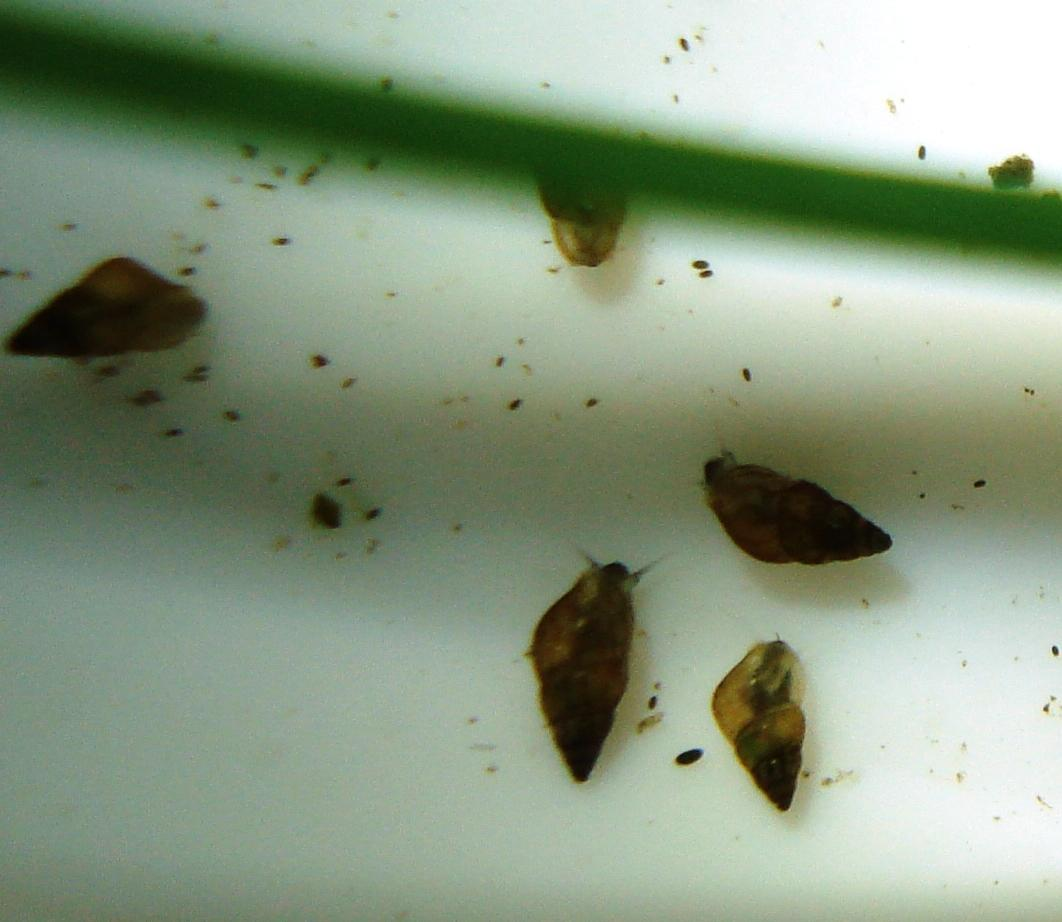
Dünnschalige Rissoa (Rissoa membranacea) – der grüne Streifen ist Seegras (Zostera marina)

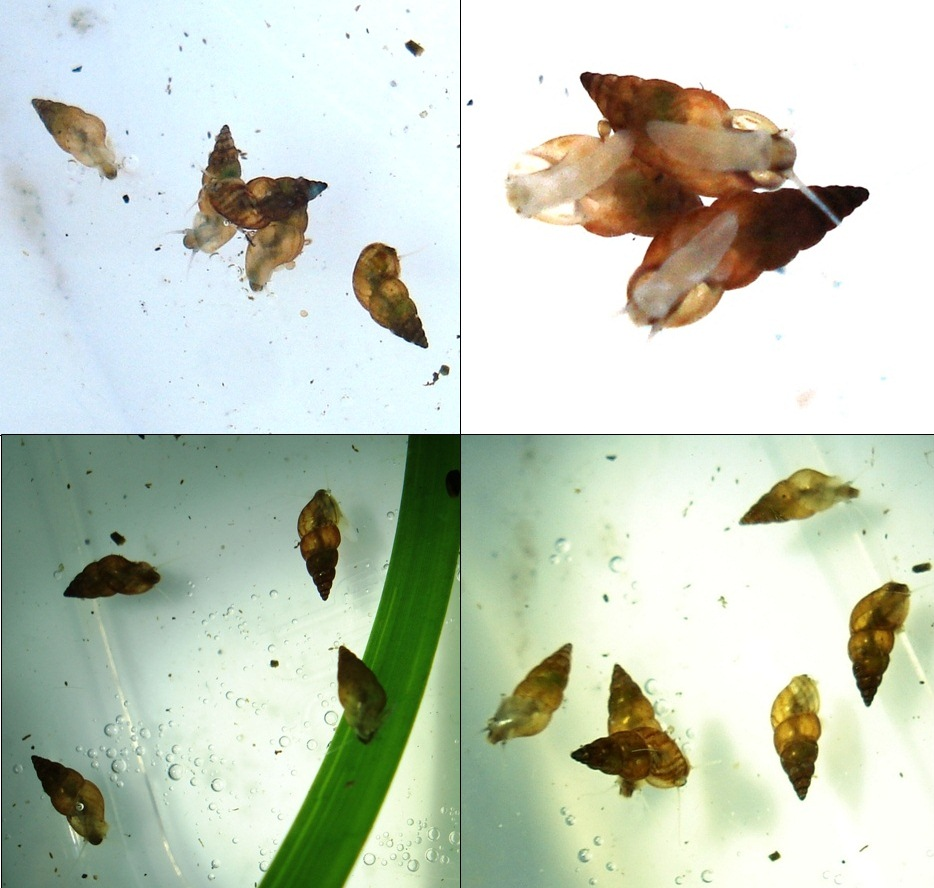
Dünnschalige Rissoa (Rissoa membranacea)

  - Dünnschalige Rissoa (Rissoa membranacea)
- Schnauzenschnecken (Bithyniidae)
- Turmschnecken (Turritellidae)
  - Turritella
    - Turmschnecke
- Cerithiidae
- Aporrhaidae
- Mondschnecken (Naticidae)
- Lamellariidae
- Epitoniidae
- Triphoridae
- Eulimidae
- Apfelschnecken (Ampullariidae)
- Kaurischnecken
- Calyptraeidae
  - Calyptraea
    - Pantoffelschnecke

Die Systematik entspricht nicht mehr dem heutigen Stand.